# غورشاد كندي
غورشاد كندي هي قرية في مقاطعة بارس أباد، إيران. عدد سكان هذه القرية هو 73 في سنة 2006.